# Luigi Arditi

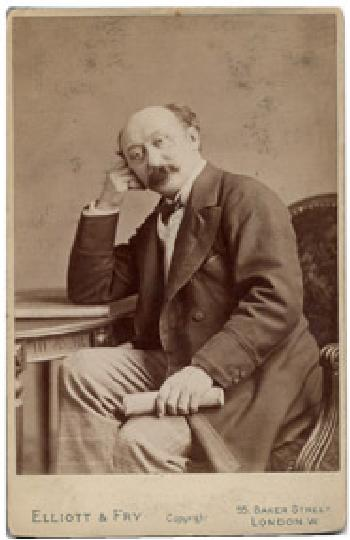
Luigi Arditi

Luigi Arditi (* 22. Juli 1822 in Crescentino bei Vercelli; † 1. Mai 1903 in Hove bei Brighton) war ein italienischer Violinist und Komponist.

## Leben
Luigi Arditi wirkte als Theaterkapellmeister an italienischen Bühnen, aber auch in Havanna, New York, Konstantinopel und London (1858), Wien (1876–1878) und Sankt Petersburg (1871–73). Er machte auch mit einer eigenen Operntruppe Gastspielreisen in Deutschland, ließ sich aber schließlich in London dauerhaft nieder.

## Werke
Von seinen Kompositionen wurde zunächst die Oper »Der Spion« (1856) bekannt, verschwand aber bald wieder von den Bühnen, gehalten hat sich vor allem der Gesangswalzer »Il bacio« (»Kußwalzer«). Eine regelrechte Renaissance ist ihm wohl nicht beschert, aber einige seiner Salonlieder sind in den letzten Jahren auf verschiedenen CDs erschienen. Die Idee, Tänze zu „singen“, dürfte zwar nicht von ihm stammen, er hat sie aber im 19. Jahrhundert durch seine Kompositionen so populär gemacht, dass er damit eine Art Urvater der Tanzoperette und des Musicals wurde.
Arditi legte Wert darauf, dass seine Tänze wirklich „zweifunktional“ waren, das heißt, sie mussten sich wirklich sowohl singen als auch tanzen lassen.
Sein Lied „Inno Turco“ (Türkisches Lied, auf Türkisch: türk kasidesi) spielte er im Jahre 1867 speziell zu Ehren des Staatsbesuches von Sultan Abdülaziz im Crystal Palace in London.
- Fantasia für zwei Violinen über Themen aus der Oper Bianca di Santafiora von Giulio Litta, Mailand, um 1839 OCLC 797805392
- Giselle, Duo brillant für Klavier und Violine, Thema mit Variationen, 1845 OCLC 208616398
- L'ardita, Valse brillante für Solostimme mit Klavierbegleitung, um 1850 OCLC 179925748, um 1850
- Now, thou art mine. Ballad für Singstimme und Klavier, Oliver Ditson, Boston, um 1850 (Digitalisat bei Hathi Trust Digital)
- Il bacio [Der Kuss], Gesangswalzer
- Russ Pavement, Polka für Klavier, Geib & Jackson, New York (Digitalisat bei Hathi Trust Digital)
- Una notte d'amore, Duettino sentimentale, William Hall & Son, New York, 1852 (Digitalisat bei Hathi Trust Digital)
- La Spia [Der Spion], Grand Opera, Text: Filippo Manetta, 1856 (Digitalisat des Libretto bei Hathi Trust Digital)
- Vuole amor un giovin cor. Rondo, 1860 OCLC 497284355
- Ilma, Gesangswalzer OCLC 320092585